# Andrea Silenzi
 Der er for få eller ingen kildehenvisninger i denne artikel, hvilket er et problem. Du kan hjælpe ved at angive troværdige kilder til de påstande, som fremføres i artiklen.

Andrea Silenzi (født 10. februar 1966 i Rom) er en tidligere professionel italiensk fodboldspiller. Han var den første italiener, som spillede i den engelske Premier League, da han underskrev kontrakt med Nottingham Forest i 1995. Over seks sæsoner i Serie A spillede han i alt 132 kampe og scorede 32 mål for henholdsvis Napoli og Torino. Han er især kendt for sin højde samt helt unikke evne til at opsøge og skabe målchancer. Desuden huskes han for sine noget inkonsistente og svingende optrædener på fodboldbanerne, hvilket resulterede i, at hans fodboldkarriere fik nogle markante op- og nedture. Andrea Silenzi scorede 89 ligamål i løbet af hele sin karriere. Han startede sin karriere i den lokale romerske fodboldklub Lodigiani.

## Karriere

### Suveræn ligatopscorer i Serie B
Senere opnåede han at blive suveræn topscorer i den næstebedste italienske liga, Serie B, som spiller for klubben Reggiana.
Hans fantastiske sæson i Reggiana medførte adskillige lukrative tilbud fra de største italienske fodboldklubber. Bl.a. viste både Inter Milano og SSC Napoli enorm interesse for at erhverve sig denne 191 centimeter høje angriber med kælenavnet Pennellone ("store pensel").

### SSC Napoli som karrierens højdepunkt
I 1990 valgte Andrea Silenzi at foretage et klubskifte til SSC Napoli, der på dette tidspunkt havde Italiens mest succesrige og beundringsværdige foldboldhold.
Tiden i SSC Napoli blev en personlig fiasko for den høje angriber, eftersom han ikke formåede at omsætte utallige målchancer til scoringer. I SSC Napoli blev det kun til 6 mål i 39 kampe i SSC Napoli's lyseblå spillertrøje.

### Den gradvise nedtur
Herefter fortsatte han karrieren i Torino F.C., som han var med til at blive italiensk pokalturneringsvinder med, for derefter at blive den første italienske fodboldspiller nogensinde i den engelske premier league, da han i 1995 kom til Nottingham Forest. 
I sin tid i England var Andrea Silenzi så hårdt ramt af skader, at han blot opnåede at spille 12 ligakampe på 2 år. Ikke et eneste mål fik han scoret i den engelske ligaturnering.

### Landsholdsudtagelsen
Andrea Silenzis eneste optræden på det italienske landhold var i en venskabskamp for de azurblå mod Frankrig i februar 1994. Italien tabte kampen 1-0. Andrea Silenzi blev indskiftet i kampens 2. halvleg.